# بورصة أوسلو

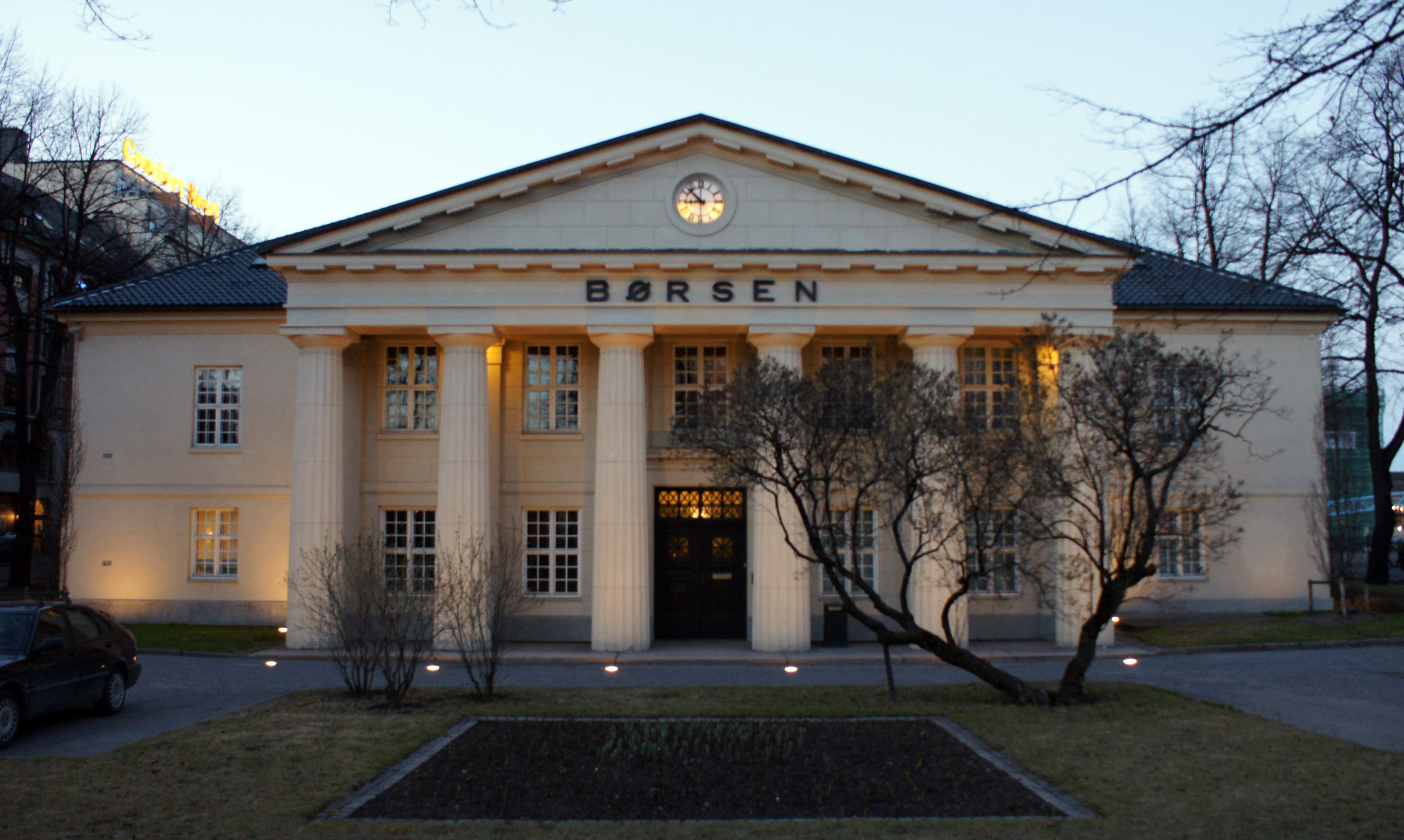
مبنى أوسلو بورس 2014

بورصة أوسلو (OSE: OSLO) هي بورصة في بلدان الشمال الأوروبي وتقدم للأسواق المنظمة لتداول الأوراق المالية اليوم. تقدم البورصة مجموعة كاملة من المنتجات بما في ذلك الأسهم والمشتقات وأدوات الدخل الثابت.
يسيطر كونورتيوم يورونكست في البورصات الأوروبية على بورصة أوسلو اعتبارًا من يونيو 2019.

## روابط خارجية
- الموقع الرسمي

الدخل عبر الإنترنت من قبل الفوركس